# Farabert
 (avril 2008).
Si vous disposez d'ouvrages ou d'articles de référence ou si vous connaissez des sites web de qualité traitant du thème abordé ici, merci de compléter l'article en donnant les références utiles à sa vérifiabilité et en les liant à la section « Notes et références ».
Farabert était évêque de Liège de 947 à 953. Il était d'origine lotharingienne. Il fut abbé de Lobbes et de Prüm
Selon certaines sources, c'est lui qui aurait divisé la ville de Liège en paroisses. Selon d'autres, il faudra attendre Notger pour les voir apparaître en 1008.
Il assista l'an 948 au concile d'Ingelheim et son nom se trouve le vingt-quatrième parmi les souscriptions après celui de l'évêque de Cambrai.
Il meurt le 26 août 953 .